# Pieczyska (Człopa)
Pieczyska (deutsch Bevilsthal) ist ein Dorf in der Landgemeinde (Gmina) Człopa (Schloppe) im Powiat Wałecki  (Deutsch Kroner Kreis)  der polnischen Woiwodschaft Westpommern.

## Geographische Lage
Die Ortschaft liegt im Netzedistrikt im ehemaligen Westpreußen, etwa 38 Kilometer südwestlich von Deutsch Krone (Wałcz), sieben Kilometer südlich von Schloppe (Człopa) und sechs Kilometer nordwestlich von Groß Drensen (Dzierżążno Wielkie).

## Geschichte
Die Grenzregion des Netzedistrikts, in der das Dorf liegt, hatte ursprünglich zum Herzogtum Pommern gehört, war vorübergehend unter polnische Herrschaft gelangt und dann an die Markgrafen von Brandenburg gekommen. Im Rahmen der Ersten Teilung Polen-Litauens wurde das Dorf 1772 zusammen mit dem Landkreis Deutsch Krone mit Preußen wiedervereinigt.
Als eigenständiges Dorf tritt Bevilsthal erst nach 1818 in Erscheinung. Ursprünglich war es wohl eine Kolonie, die auf der Gemarkung des Guts Prellwitz angelegt worden war, das zur Herrschaft Zützer der Goltzschen Güter gehörte.
Um 1930 hatte die Gemeinde Bevilsthal eine 2 km² große Gemarkungsfläche, und auf dem Gemeindegebiet, auf dem Bevilsthal der einzige Wohnplatz war, standen 27 bewohnte Wohnhäuser.
Im Jahr 1945 gehörte Bevilsthal zum Landkreis Deutsch Krone im Regierungsbezirk Grenzmark Posen-Westpreußen der preußischen Provinz Pommern des Deutschen Reichs. Bevilsthal war dem Amtsbezirk Zützer zugeordnet.
Im Februar 1945 wurde Bevilsthal von der Roten Armee besetzt. Nach Beendigung der Kampfhandlungen wurde die Region seitens der sowjetischen Besatzungsmacht zusammen mit ganz Hinterpommern und der südlichen Hälfte Ostpreußens – militärische Sperrgebiete ausgenommen – der Volksrepublik Polen zur Verwaltung überlassen. Es wanderten nun Polen zu. Bevilsthal wurde unter der polnischen Ortsbezeichnung „Pieczyska“ verwaltet. Die einheimische Bevölkerung wurde von der polnischen Administration aus Bevilsthal vertrieben.

### Demographie
| Jahr     | Einwohner | Anmerkungen                                                        |
| -------- | --------- | ------------------------------------------------------------------ |
| ca. 1835 | 110       | [ 2 ]                                                              |
| 1840     | 186       | Dorf mit 28 Häusern                                                |
| 1864     | 214       | darunter 207 Evangelische und sieben Katholiken                    |
| 1910     | 150       | am 1. Dezember, davon 149 Evangelische und eine katholische Person |
| 1925     | 144       | sämtlich Evangelische                                              |
| 1933     | 175       | [ 6 ]                                                              |
| 1939     | 163       | am 17. Mai                                                         |

## Kirche
Die Protestanten der bis 1945 anwesenden Dorfbevölkerung gehörten zum evangelischen Kirchspiel Schloppe.